# Монтанаро
Монтана̀ро (на италиански: Montanaro; на пиемонтски: Montanar, Монтанар) е малък град и община в Метрополен град Торино, регион Пиемонт, Северна Италия. Разположен е на 209 m надморска височина. Към 1 януари 2023 г. населението на общината е 5056 души, от които 204 са чужди граждани.

## География, административно деление и население
Намира се в централно-източната част на Метрополен град Торино, в района на Канавезе, вляво от крайната част на потока Орко. Монтанаро е равнинно селище със средновековен произход, пресечено от гъста мрежа от напоителни канали. Територията е особено плодородна от наличието на извори и има разнообразен геометричен профил, с леки разлики във височината.
Има едно подселище: Поляни.
Граничи със следните 4 общини: Фолицо, Сан Бениньо Канавезе, Кивасо и Калузо. Отстои на 22,3 km от Торино и на 107,2 km oт Милано.
Към 1 януари 2023 г. населението на общината е 5056 души, от които 204 чужди граждани, сред които преобладават тези на Румъния (111 души). Там не живеят български граждани.

## Топоним
Топонимът, според някои учени, произлиза чрез елиптичен процес от латинското (Vicus) Montanarus, в който наставката -arius се комбинира с качественото прилагателно montanus, и така придобива стойността на „селище на планинари“. Сред най-старите документирани свидетелства е формата Montanarius от 945 г.
Според Джузепе Понкия топонимът произлиза от географското разположение на града, който се намира на издигната позиция спрямо брега на потока Орко и който навремето е заобиколен от гъсти и тъмни гори, така че от monte nero („черна планина“) става montanaro.
Някой друг вижда в наставката -nar производно с келтски произход.
Р. Бена твърди, че резултатът от топонима произлиза от латинското montanus, последвано от наставката -arius (показваща дейност и професия), от където и montanarius или montenarius - прилагателни, засвидетелствани в средновековния латински език.
Топонимът, който в устата на местните жители звучи muntanèr с контрахиране на латинската наставка -arius, е в съответствие с други резултати от думи, съдържащи същата наставка, като furèr (пекар) и maslèr (касапин). Следователно името е свързано с дейност по зимуване и развъждане на стада, идващи от Горната долина на Орко, от планински райони: стадата на планинарите откриват в тази област обилно присъствие на вода, необходима за напояване на добитъка.

## История
Според недоказани хипотези произходът на Монтанаро може да бъде свързан с лангобардите и франките. Историческите свидетелства в писмени документи датират от 997 г., когато селището принадлежи на църковните служители на Верчели.
Монтанаро се намира в близост до Абатство Фрутуария. През 1039 г. духовникът Амикон, ставайки бенедиктински монах в абатството, дарява имотите си в Монтанаро на абат Джовани. Цяло Монтанаро, събрано в укрепения заслон (на италиански: ricetto) и неговата територия са под духовната и административна юрисдикция на абатите.
По-късно Монтанаро е разменено от Раймондо от Понцано с владения в Кандия. През 1255 г. графовете на Орио го продават за сумата от 23 лири. Впоследствие, под юрисдикцията на духовниците, Монтанаро се радва на мир и спокойствие.
В началото на XIV век абатите на Фрутуария позволяват на общността да се снабди с кули, стени, ровове и укрепен заслон, за да се защитава от набези и грабежи. През същия век Монтанаро е разрабено от маркграфете на Монферат, с които трябва да се споразумее за изграждането на напоителни канали в земите на Кивасо.
В акт от 1456 г. абатите забраняват продажбата и отдаването под наем на земите, принадлежащи на феода, в който през 1496 г. е създаден и монетен двор за сечене на монети.
През следващите векове присъствието на Савойската династия става все по-видимо, а папа Бенедикт XIV с була дава на Савоя всички права с изключение на религиозното.
Едва през 1851 г. Монтанаро получава пълна отмяна на феодалните си задължения.

## Икономика
Земеделието произвежда зърнени храни, пшеница, зеленчуци и фураж. Отглеждат се говеда, свине, кози, коне и домашни птици. Индустрията се състои от значителен брой малки и средни компании, работещи в различни сектори, включително хранително-вкусов, текстилен и строителен. Третичният сектор се състои от добра търговска мрежа, както и от набор от услуги, които включват банкиране, застраховане и недвижими имоти.

## Забележителности

### Отбранителна архитектура

#### Замък на Монтанаро
Когато през XI век Монтанаро е дарено на Абатство Фрутуария, замъкът става седалище на гражданската, правната и икономическата власт на абатството, и остава такъв чак до 1800 г. В него пребивават за постоянно губернаторът (доверено лице на абата) и съдията.
През 1164 г. император Фридрих I Барбароса дава замъка като феод на маркграф Вилхелм V Монфератски, който поставя там като васали свои роднини от Канавезе.
Средновековният замък се споменава през 1395 г. сред имотите на манастир Сан Савино от Пиаченца.
През 1475 г. Миланският херцог Галеацо Мария Сфорца завладява замъка и укрепва стените.
Връзките между общността и абатството се засилват с назначаването през 1526 г. на кардинал Бонифаций Фереро за епископ на Ивреа и за абат. Той кара да реконструират замъка, полуразрушен през 1515 г. от френските войници, и да издигнат кула (Torre della Zecca), в която настанява монетен двор.
На 29 май 1800 г. генерал Наполеон Бонапарт преминава през Монтанаро; френското революционно правителство реквизира Абатство Фрутуария и всичките му активи. Със закон от август 1800 г. замъкът е обявен за национална собственост и преминава в ръцете на държавата, което го дава на търг, спечелен през 1801 г. от адвокат Пиетро Джузепе Фрола на цена от 6000 лири. Един от потомците му - адвокат Секондо Фрола решава да реставрира западналия замък, възлагайки това на инженер и архитект Камило Боджо от Сан Джорджо Канавезе. През 1885 г. започват работите, включващи изграждането на елегантна веранда и красив портик отдолу, завършващ с неоготическа кула. Замъкът запазва северните кули, затворите и монетната кула. На една от кулите (Torre del Dongione) се вижда гербът на сем. Фереро: светлосин лъв с червен език и нокти на сребърно поле, украсен със зелена шапка.

### Градска архитектура

#### Каза Брика – кметство на Монтанаро
В Монтанаро има още една творба на арх. Бернардо Антонио Витоне: това е сегашното кметство (Casa Bricca), чиято внушителна сграда е поръчана и построена на ул. дей Портичи от нотариуса Джовани Франческо Брика. Проектът датира от 1769 г. Строителството на сградата впоследствие е поверено на ученика на Витоне - арх. Куарини, и е завършено през 1772 г. Вътре има стенописи на местните художници Джовани и Андреа Понкия.

### Религиозна архитектура

#### Енорийска църква „Свети Николай и Успение Богородично“
Проектът на арх. Бернардо Антонио Витоне за разширяване на църквата „Св. Николай и Успение Богородично“ (Parrocchiale di San Nicolao e dell'Assunta) датира от 1757 г. Според него новата църква би трябвало да бъде по-голяма от тази, построена от кралския инженер Карло Морело през 1649 г. Работите започват през 1758 г. и Витоне идва до Монтанаро, за да видите разкопките; той кара да снижат нивото на двора на църквата отпред и църквата Санта Марта остава без насип за достъп до входната врата до 1766 г.
Новата църква има латински кръстосан план, един неф и осем странични параклиса. Големият олтар от скъп мрамор, построен по проект на Витоне през 1762 г., е завършен през 1764 г. Параклисите имат олтари, датиращи от 1764 до 1780 г., първо по проект на Витоне, а после - на неговия ученик арх. Марио Лудовио Куарини.
На 19 май 1765 г. кардинал Деле Ланце - абат на Фрутуария, в присъствието на епископа на Ивреа и Фосано, освещава новата църква и открива органа, дело на братя Конконе - органостроители на Кралския дом. Сегашният орган, реставриран през 1872 г., е дело на органостроителя Веджеци Боси.
Величественият амвон, изповедалните (поставени сега на друго място), рамката на иконата над големия олтар и хорът за певците са проектирани от Витоне и построени от дърводелеца Пиетро Антонио Актис от Родало през 1767 г. Възхитителният баптистерий, разположен вляво на входа на църквата, е от 1768 г. Шкафовете на сакристията, проектирани от Витоне и построени от Актис, са от 1769 г. и се считат за трезви и елегантни дърводелски произведения.

#### Църква на Братството на Св. Марта
Сегашната църква „Св. Йоан Деколат и Св. Марта“ (Chiesa della Confraternita di Santa Marta) е построена през 1744-1748 г. на мястото на оратория от XIV век на Братството на дисциплинираните миряни. Тя е бароково бижу.
През 1766 г. арх. Бернардо Антонио Витоне построява изящния „perron“ - покрито стълбище (от исп.), което позволява да се стигне до вратата от долния площад и едновременно с това образува новата фасада на сградата, зад която може да се види фронтонът на църквата, построена в периода 1744 - 1748 г. Перонът е проектиран в стил Серлиана (от името на архитекта, проектирал този тип отвор: Себастиано Серлио (1475 - 1557 г.).
Геометричната и математическата основа на композицията представлява триъгълна система със забележителен емоционален и символичен ефект. Има три фасадни тела, три травеи в предната част, три овални прозореца на втория ред. Долните участъци са с архитрав, а централният е по-висок и дъгообразен.
Интериорът е рядък пример за двуапсидна църква с овални прозорци, поставени в двете апсиди, от които се излъчва светлина. По стените днес има 800 картини, рисувани от художници от района.
Високата камбанария е шедьовър на арх. Витоне. Работата започва през 1770 г., но на 19 октомври 1770 г. той умира. Строителството продължава под ръководството на ученика му арх. Куарини през 1772 г. За да се свърже камбанарията с църквата „Сан Джовани Деколат и Санта Марта“, по проект на Витоне е построено бившето кметство.

#### Църква „Св. Грат“
Църквата „Свети Грат“ (Chiesa di San Grato) се издига на изток от историческия център на Монтанаро. Параклисът „Св. Грат“ съществува още в началото на XVIIвек. През 1743 г. той е разширен и са издигнати два странични параклиса, покрити с куполни сводове; през 1764 г. е построена сакристията. В църквата има стенописи със значително историческо и художествено значение в централния си неф, в хора и в страничните параклиси. Страничните параклиси съхраняват картини от периода на Късния барок, а основният неф и хорът са украсени с особено богат декоративен цикъл от майстора художник от района Джовани Силвестро, поръчан през 1889 г.
Фасадата е елегантна с изчистените си барокови линии: плоска, тристранна и оживена от четири пиластъра. На портала на скорошен стенопис e изобразен гербът на Монтанаро: син глобус, увенчан със златен кръст. Има надпис Communitas Montanarii и над него е представен Свети Грат. Нависоко на фасадата има тимпан с линии и арки със скорошен стенопис на Благовещение.
Интериорът е с един неф и с два параклиса отстрани. Високият дървен олтар е богато издълбан в бароков стил с четири колони, усукани в долната им част, на които има радостен полет на херувими. Красивата икона на възпитанието на Мария е дело на Агостино Висети - местен художник от XIX век. В страничните параклиси двата богати олтара са от XVIII век и са свързани със спомена за стари местни семейства. Десният олтар, посветен на Девата от Караваджо, е изграден през 1743 г. по поръчка на сем. Клара и около красивата си икона представя позлатена дървена група - дело на Паолино Рампоне от Фелето от 1743 г.
Отстрани на олтара са поставени статуите на Сан Рустико и на Сан Фермо - римски легионери, мъченици на християнската вяра, почитани в Караваджо. Левият олтар, поръчан от сем. Фереро, е украсен с платно със Свети Винченцо Ферери - дело на местния художник Карло Саласа от 1837 г. До него е запазено художественото знаме на Кантона, избродирано върху зелена тъкан и носещо в централния овал образа на Свети Грат (епископ на Аоста от IV век) на фона на планини на разсъмване.

#### Църква „Света Мария от острова“
Това е едно от най-старите свидетелства за общността на Монтанаро. Изграждането на църквата „Света Мария от острова“ (Santa Maria dell'Isolɑ) е първото дело, на което се посвещават монасите от Абатство Фрутуария след 1006 г. Тя е важна, защото навремето в нея се кръщават и хората, идващи от околностите. Била е приорат, зависим от Сан Бениньо и управляван от монасите; тогавашната романска църква е по-малка от сегашната и носи името „ориентирана“, защото е обърната на изток.
Около 1600 г., поради увеличаването на населението, се налага църквата да се разшири и от стария комплекс остава само камбанарията. Новата църква е подредена по различен начин, т.е. с фасада, обърната на юг, и с елегантна романска камбанария отстрани; това е първата енорийска църква в Монтанаро, посветена на Света Мария Възнесена.
Фасадата е разделена на три части от четири пиластъра, прозорците в долната част са правоъгълни. На фасадата, под тимпана, има прозорец, наречен Серлиана по името на арх. Себастиано Серлио - създател на този тип тристранни отвори, чиято централна част завършва с кръгла арка. Tя се опира на две колони, които ограничават архитравираните странични части. В тимпана неотдавнашeн стенопис изобразява Възнесение Богородично.
Интериорът има подреден вид в резултат на реставрацията и стенописите на художника Клементе Палме от 1985 - 1988 г. Във вътрешната част на фасадата има дървен хор; музикалните инструменти са рисувани през 1882 г. от местния художник Джовани Силвестро.
Църквата има правоъгълен план с апсида и шест странични олтара. Tя представлява интересен пример за преход от ренесансов маниеризъм към барок. Таванът на презвитерия е с кръстосан свод, напомнящ за романския стил на първата църква, и е най-старата част от сградата.
Големият олтар, поради дървената и позлатената си горна част, може да бъде датиран около началото на XVII век и все още е запазен в първоначалния си вид. Две странични херми, подобно на Кариатидите, поддържат капитела, върху който се опира горната му част. Фигурите на хермите, с ръце, свързани в акт на молитва, имат дълга коса, лицето на млад възрастен, а от бюста до бедрата, тялото не е нито мъжко, нито женско; драперия завършва скулптурата и зад лицата има изящни малки глави на херувими. Тази декоративна форма е широко разпространена през маниеризма на XVI век и е въведена в Пиемонт в края на XVI век. В главния олтар на върха е нарисувана Възнесената Мария на небето, а в долната част е празният ѝ гроб. Долната част на олтара, от по-късен период след този на горната, е от мрамор; на две стъпала се четат посвещение на крал Карл Алберт и датата 1849 г., когато кралят отива в изгнание в Португалия в края на Първата война за италианска независимост. Той е посветен на Мадоната и посещава светилища, вкл. и тези в района, тъй като конюшните на сардинската армия се намират в Мандрия-та на Кивасо, недалеч от Монтанаро.
Камбанарията на църквата е издигната през XI, XII и XIII век. Долната част на кулата е най-старата, малко след 1000 г., и е издигната по времето на старата църква, също в романски стил; има арка, която вероятно е била порталът на входа на кулата, когато нивото на църквата е било по-ниско. Горната част на камбанарията е в елегантен романски стил и датира от период от XII-XIII век. През Средновековието хората се събират при тази кула, за да обсъждат всичко, което се отнася до доброто управление на селището. На поляната пред кулата навремето се провеждат тържества с песни и танци; традиция, все още жива днес с празника Санта Мария дел Изола във втората неделя на септември.
Камбанарията е разделена отвън на четири етажа с релефни рамки, поддържани от пиластри, които се издигат близо до ъглите на всяка страна. Под рамките се намират характерните седем декоративни висящи арки: седем е символно, библейско число; под последната рамка има осем арки, като символ на съвършенство, следователно на цялостното произведение.
На първия етаж има два много тесни единични прозорци с една арка; на втория - два по-големи единични прозорци, а третият етаж е олекотен от три прозореца, които се отварят на изток, на юг и на север. На четвъртия етаж се отваря прозорец с три светлини от четирите страни. Арките на прозорците с 2 и три арки се поддържат от каменни колони, оборудвани с капители с форма на опора, гениално изобретение на романския стил за свързване на тесния диаметър на колоната с дебелината на арката; понякога в капитела е издълбана фигура.

#### Светилище на Мадоната от Лорето
Това място на Монтанаро навремето е пресичано от пътя на прекарване на стадата, идващ от Вале дел'Орко и е кръстопът между "Via Vecchia", водеща до центъра на Кивасо, и пътя за Монте Джове. От доста време има параклис със статуята на Мадоната от Лорето, но е разрушен. Изглежда, че двете елегантни каменни колони от дорийски стил са възстановени от този древен параклис, който по краищата поддържа арките на двата покрити ъгъла, поставени отстрани на фасадата.
Традицията разказва за чудотворно събитие, което обаче не е документирано. По това време, през 1653 г., дон Джовани Доменико Клара е провост на Монтанаро от 1652 до 1682 г. Той обича много Монтанаро и жителите му, и ги кара да издигнат светилището (Santuario della Madonna di Loreto).

#### Пилон на Горета
По време на Диоклециановите гонения на християните трима легионери и близки приятели: Адвентор, Октавий и Солутор приемат християнството в Торино и са осъдени на смърт. Адвентор и Октавий са екзекутирани във Vallem Occisorum (днешният исторически торински квартал Валдоко), а Солутор намира убежище в Епоредия (Ивреа) при римската матрона Юлиана. Той е разкрит, бяга към Каравино, където обаче е убит.
По-късно матрона Юлиана пожелава да събере отново тримата мъченици, чиито тела към XXI век почиват в църквата на Светите мъченици в Торино. Според устната традиция Света Юлиана минава по пътеката през гората на Монтанаро с каруца, теглена от волове, в която лежи тялото на Свети Солутор. Тя идва от Епоредия и за да стигне до римския път, водещ към Торино, трябва да премине през потока Орко. Той обаче, поради обилните дъждове, е бурен и тя трябва да изчака нивото на водите да спадне. Пилонът на Горета (Pilone della Gorretta) е построен именно на това място.
През вековете на това място е построено село и малка църквa, посветена на Свети Солутор. През X век селото често е наводнявано, а църквата е разрушена поради промяната на пътя на потока. Постепенно жителите се придвижват към мореновия хълм, на който стои замъкът на Монтанаро, а пилонът на Горета е построен на историческото място.

## Събития
- Възнесение Богородично (15 август) - патронен празник
- Панаир на Света Цецилия - ноември

## Образование
- Една държавна и една частна детска градина
- Едно държавно и едно частно начално училище (от 1-ви до 5-и клас вкл.)
- Едно държавно средно училище от първа степен (от 6-и до 8-и клас вкл.)
- Училищата от втора степен (от 9-и до 11-и или 12 клас вкл.) са в град Кивасо

## Култура

### Музеи, библиотеки, театри и кина
- Музей „Джовани Чена“: Джовани Чена (Giovanni Cena) е писател, журналист, поет, романист, есеист, изкуствовед и фотограф. В музея, по стените, в 80 периодични снимки, много от които са направени от самия него, се развива неговата биографияи: живи близки планове, моментни снимки със семейството, приятели, известни личности от онова време, интересни снимки на пейзажи, паметници и хора, изобразени от него по време на пътуванията му като журналист. Изложени са документи и лични предмети, включително писма, вестници от края на XIX век, с които Чена си сътрудничи, негови произведения: стихотворения, мисли, критични есета, писма и романът Gli ammonitori в издание от 1928 г., сборник с томове на Nuova Antologia - престижно културно списание, издавано в Рим, на което Джовани Чена е главен редактор от 1902 до 1917 г. Изложени са писания на различни автори, коментирали многостранната дейност на писателя.[22]
- Градска библиотека Кa Мескалин (Biblioteca Civica - Cà Mescarlin) с около 20 хил. тома

### Религиозни центрове
- Католическа енорийска църква „Свети Николай и Мария Възнесена“
- Католическа църква на Братството на Св. Марта
- Католическа църква „Св. Грат“
- Католическа църква „Света Мария от острова“
- Католическо светилище на Мадоната от Лорето
- Католически параклис на Св. Анна

### Гастрономия
- Канестрели от Монтанаро (на диал. Canastrej 'd montanèr): традиционии сладки от района на Канавезе, тънки, леко препечени на грил, с различен вкус. Тези от Монтанаро се различават от останалите, произведени в различни райони на Пиемонт, по своята финост, лекота, специфичната хрупкава консистенция, цвят на светло сламено жълто като хлебна коричка, аромат и вкус.
- Изтеглена грисина (Grissino stirato): традиционен продукт на Канавезе. При него се смесва брашно с останалите съставки и се разтяга до получаване на пръчици, дълги около 1,50 метра, които втасват и се пекат на фурната при температура около 200 градуса. За да се изпари водата, съдържаща се в тестото, приготвянето се удължава в сравнение с това на обикновения хляб, като по този начин се получава лесно смилаем продукт.
- Прев (Prève): свински пръжки на руло с добавка на аромати, подправки и картофен салам. Продуктът традиционно се консумира през зимния сезон, особено в карнавалния период.
- Прошуто кото от Монтанаро (Prosciutto cotto montanarese): шунка от свинско бутче, отгледано в Пиемонт. Има типичната форма на „сърце“, розов цвят с ароматен аромат и деликатен вкус.
- Тома от Монанаро (на диал. Toma vérda 'd Montanèr): местен пълномаслен кашкавал, получен от доенето на говеда, хранени с фураж от района на Монтанаро. Средно узрял, той има твърда коричка със сламен цвят и компактна, полумека, млечнобяла паста с типични зеленикави жилки. Вкусо-обонятелните усещания са приятни и се съчетават с пикантния сладък вкус на продукта.
- Извара от Монтанаро (Ricotta montanarese): млечен продукт, който има фина, мека, кремообразна, топяща се в устата консистенция със снежнобял цвят с приятна миризма на прясно мляко и сладък вкус. Получава се от суроватката, която остава от производството на Toma vërda d 'Montanèr.
- Картофен салам (Salam 'd patate): колбас на основата на свинско и варени картофи с добавка на аромати и подправки. Продуктът е типичен за студения есенно-зимен сезон, който благоприятства краткото му съхранение. Пресен продукт, има мека консистенция с деликатен вкус.
- Торта от круши и тиква от Монтанаро (на диал. Torta 'd pruss e cossa 'd montanèr): торта с древен произход с характерния аромат на круша и какао с полутвърда, мека и сочна консистенция. Приготвя се на важни семейни събирания и по повод на големи местни празници. В допълнение към крушите и жълтата тиква, сред съставките, които ѝ придават особен вкус, има амарети (ореховки), престоял хляб и сладки подправки на прах (канела, индийско орехче, карамфил). Според древната традиция приготвянето ѝ трябва да става бавно на дървена пещ за около три часа. Това е лесно смилаем продукт.[23]

## Спорт
- Асоциация за спортен риболов „Монтанарезе“ (A.P.D. Montanarese)[24]
- Спортна аматьорска асоциация „Домино“ (A.S.D. Domino) - карате
- Спортна аматьорска асоциация „Волейбол Монтанаро“ (A.S.D. Volley Montanaro)[25]
- Конници на потока Орко (Cavalieri del Torrente Orco) - спортна езда
- Олимпийски спорт Монтанаро (Olympian Sport Montanaro ASDPS)[26] - джудо, пилатес, йога, зумба и др.
- Спортно аматьорско дружество „Монтанаро футбол“ (U.S.D. Montanaro Calcio)[27]

## Транспорт
- ЖП гара, част от линията Кивасо-Аоста
- Пътища: лесно достъпно чрез първостепенните междуградски пътища SS n. 11 Горна Падания - на 6 км и чрез магистрала A4 Торино-Триест, чийто пункт за такса е на 9 км;
- Летища: Най-близкото летище за вътрешни и международни полети – Торино Казеле е на 24 км; за междуконтинентални полети – летище Милано Малпенса на 106 км;
- Пристанища: В Генуа, на 187 км;
- Междуградски автобуси: Marletti линия 232 Коконато-Кивасо-Торино, Arriva 265 (904) Торино-Кивасо-Ивреа-Пон Сен Мартен, GTT 321 Монталенге-Фолицо-Кивасо